# Echiothrix leucura
Echiothrix leucura es una especie de roedor de la familia Muridae.

## Distribución geográfica
Se encuentra sólo en las selvas en el noreste de Célebes (Indonesia).

## Estado de conservación
Se encuentra amenazada de extinción por la pérdida de su hábitat natural.